# Chasmocarcinus cylindricus
Chasmocarcinus cylindricus är en kräftdjursart som beskrevs av M. J. Rathbun 1901. Chasmocarcinus cylindricus ingår i släktet Chasmocarcinus och familjen Goneplacidae. Inga underarter finns listade i Catalogue of Life.